# Marienkirche (Rieden)

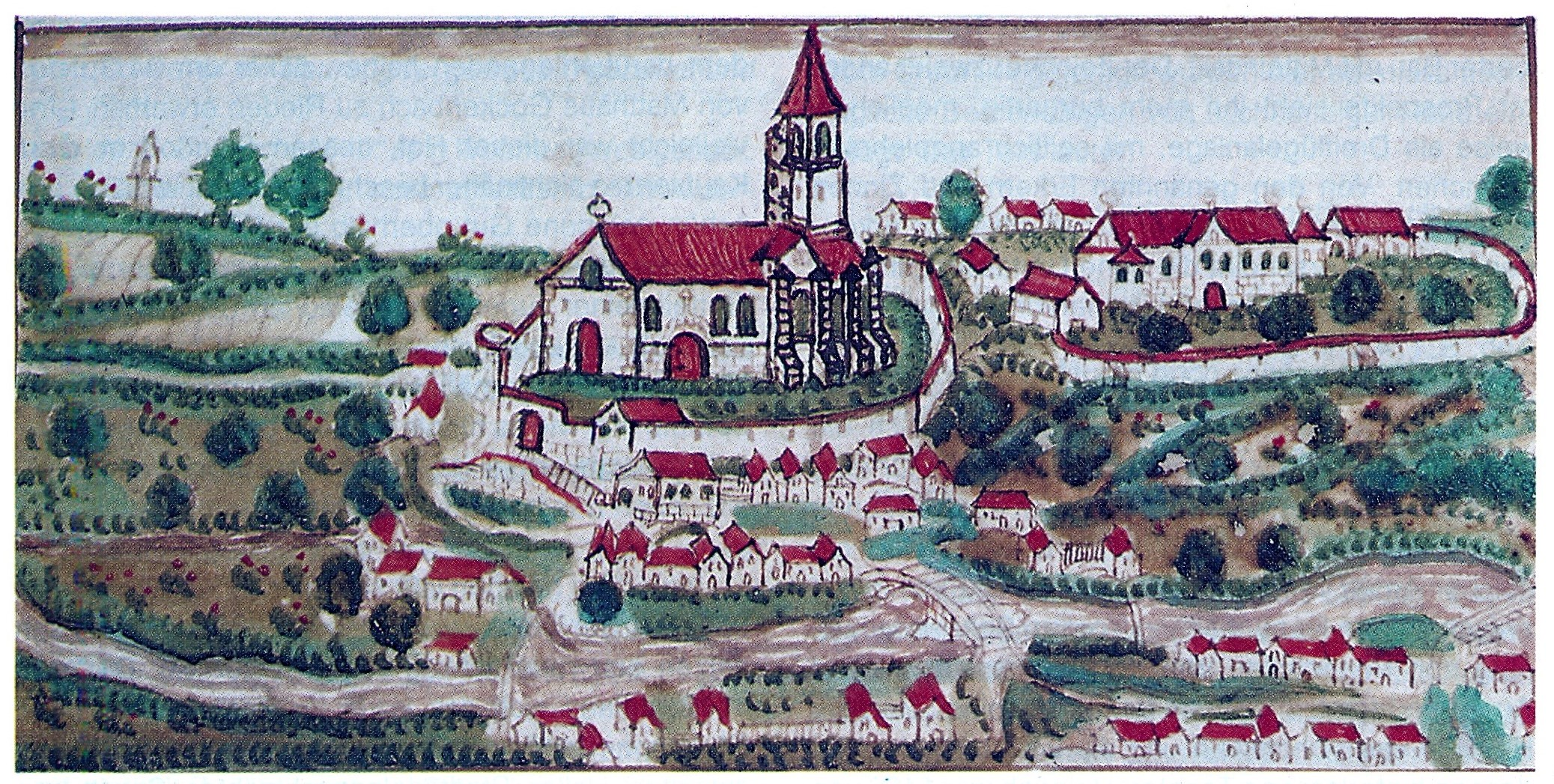
Marienkirche von Rieden (links) und Schloss (rechts)

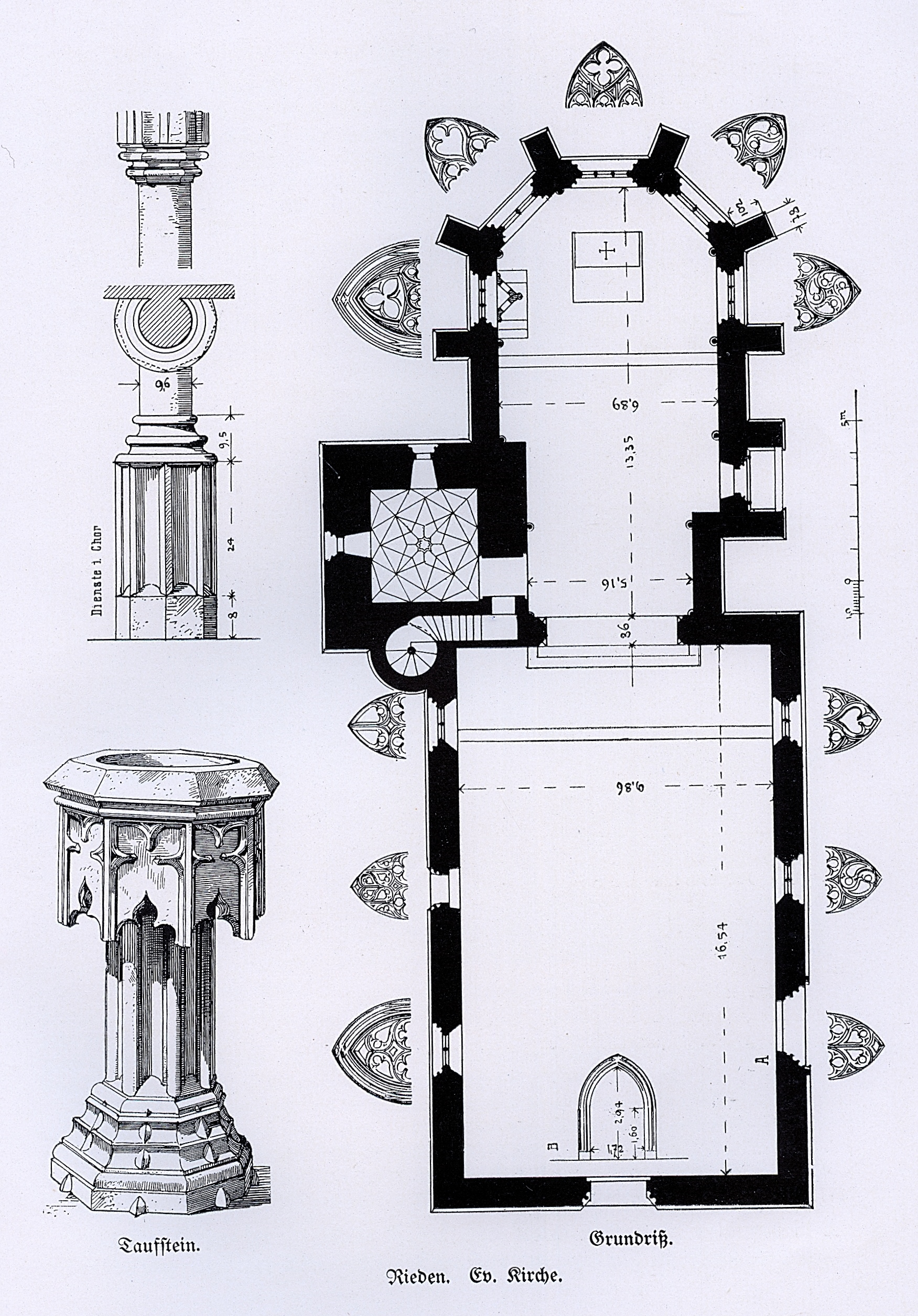
Grundriss, Taufstein und Dienste im Chor der Marienkirche

Die evangelische Marienkirche in Rieden, einem Ortsteil der Gemeinde Rosengarten im Landkreis Schwäbisch Hall, ist ein spätgotischer Sakralbau.

## Geschichte
Die spätgotische Kirche wurde zwischen 1436 und 1469 als Wallfahrtskirche aus Bruchsteinen auf einem Felsen über dem Dorf Rieden vom Haller Rat erbaut, nachdem der Bischof von Würzburg Johann II. von Brunn 1435 die Erlaubnis dazu erteilt hatte. Zuständiger Pfarrherr war das Kloster Murrhardt. Die Grundsteinlegung erfolgte am 16. Juni 1436 und ist in einem Steinrelief an der Außenwand der Kirche festgehalten. 1438 erhielt die Kirche ihren Dachstuhl.
Um 1482 bekam die Kirche einen Chor, was eine Inschrift über dem Südportal des Chores bezeugt. Der Kirchhof war bis in das 19. Jahrhundert vollständig von einer hohen Ringmauer mit Schießscharten umgeben. Bis 1830 war der Kirchhof auch Friedhof. 1869 erhielt die Pfarrgemeinde ein Pfarrhaus, da die Pfarrei seit 1843 selbstständig war. 1924 wurde die Kirche elektrifiziert und 1925 eine durch Spenden finanzierte Heizung eingebaut. 1936/37 wurde die Kirche innen und außen renoviert, der Chor eingewölbt. 1968 wurde die Kirchenfassade und 1978/79 das Kircheninnere renoviert. Die Empore auf der Nordseite wurde dabei entfernt, der Seitenaltar von der Süd- an die Nordseite versetzt und eine Fußbodenheizung eingebaut. 1990 wurde ein früheres Brauereigebäude eines Gasthauses zu einem Gemeindehaus umgebaut.

## Architektur
Auffällig ist der höhere Chor der Kirche, der über das Kirchenschiff hinausragt und von außen von acht mächtigen Strebepfeilern mit Giebelknäufen gestützt wird. Der fünfseitige Chor mit Netzgewölbe besitzt zwei- und dreiteilige Fenster mit verschiedenem Maßwerk. Die Kirche ist etwa 34,5 m lang und 12,3 m breit. Der quadratische Kirchturm mit Pyramidendach liegt am nördlichen Choraufgang. An der Westseite des Turmes tritt ein Wendeltreppengehäuse halbrund aus der Fassade hervor. Der Turm besitzt drei Stockwerke: Unten ist die Sakristei untergebracht, darüber eine Turmstube. Im Obergeschoss liegt eine Glockenstube mit Spitzbogenfenstern. Das Datum der Grundsteinlegung findet sich über dem detailreich verzierten Südportal. Die lateinische Inschrift besagt: „Im Jahre des Herrn, 1436, am Sonntag nach St. Veit (= 15. Juni), ist der erste Stein zu diesem Werk gelegt worden.“ Die Südpforte des Chores ist mit schmalen Gewändesäulen, Becherkapitellen und gotischem Schmuck ebenfalls reich geschmückt. An den vier Ecken des Kirchenschiffes befinden sich große Wasserspeier in Tiergestalt.
Chor und Schiff sind durch einen Triumphbogen getrennt. An der Südseite befindet sich die Kanzel, an der Nordseite ein Seitenaltar.

## Ausstattung

Epitaph des Rudolf Christoph Senft von Suhlburg

Das Wandtabernakel an der Nordseite des Chores stammt aus der Zeit um 1440. An der Nordseite befindet sich außerdem ein Steinepitaph des Rudolf Christoph Sengt von Suhlburg, der 1577 als königlich-spanischer Hauptmann in Antwerpen starb.
Ein Marienretabel aus der Kirche befindet sich heute im Württembergischen Landesmuseum in Stuttgart.

### Hochaltar
In der Mitte des Chores steht der hölzerne Schrein des spätgotischen Hochaltars mit Predella auf einer steinernen Altarmensa. Er wurde um 1510 von einem hällisch-fränkischen Künstler geschaffen, möglicherweise Hans Beuscher. Die geschlossenen Flügel zeigen Bilder aus dem Marienleben. Zu sehen sind auf dem rechten Flügel die Flucht nach Ägypten und der Tod Marias. Auf dem linken Flügel sind Marias Besuch bei Elisabeth und Simeons Begegnung mit der Heiligen Familie dargestellt.
Bei geöffneten Flügeln sieht man im großen Schrein die Statuen von Maria als Himmelskönigin mit begleitenden Engeln sowie Petrus und Paulus unter Baldachinen aus Astwerk. Auf der Tafel links oben sieht man die Verkündigung der Geburt Christi, unten die Geburt Christi, rechts oben die Krönung Marias, unten die Anbetung der drei Weisen. Bei geöffneter Predella sieht man die vier Kirchenväter Hieronymus, Ambrosius, Gregorius und Augustinus. Die Flügel der Predella zeigen in geöffnetem Zustand die vier Evangelisten mit ihren Symbolen, bei geschlossenen Flügeln sieht man Marias Tempelgang und die Verkündung der Geburt Christi.
Auch die Seitenwangen des Altars sind bemalt. Links sind der hl. Veit und der kämpfende hl. Georg mit dem Lindwurm abgebildet, rechts die hl. Barbara und die hl. Katharina. Selbst die Rückseite war ursprünglich bemalt. Davon sind heute allerdings nur noch Spuren sichtbar: Auf der Rückseite der Predella lassen sich noch zwei Engel erkennen, die das Schweißtuch der Veronika halten. Auf der Rückseite des Schreins sind der Reichsadler und das Wappen der Stadt Hall abgebildet. Das Gesprenge zeigt in der Mitte die kniende Maria mit dem Leichnam Christi und neben ihr unter Astwerk-Baldachinen die hl. Katharina und die hl. Barbara. Darüber steht der segnende Christus mit der Siegesfahne.

### Seitenaltar
Der ehemals an der Südseite befindliche spätgotische Seitenaltar wurde um 1510–20 geschaffen. Die Predella weist ein Gemälde auf, das die vierzehn Nothelfer bei der Verlobung der hl. Katharina von Siena zeigt. Das Kind reicht dabei Katharina den Fingerring. Im aufgeklappten Schrein sind die Statuen des hl. Sebastian, Christi als Schmerzensmann mit Kreuz und Dornenkrone und des hl. Leonhard zu sehen. Auf dem Altarflügel auf der Innenseite sind links die hl. Margarete und rechts die hl. Dorothea abgebildet. Alle Figuren tragen goldene Gewänder. Über dem Schrein ist Christophorus mit dem Jesuskind auf den Schultern abgebildet, links Laurentius und rechts Sixtus II. Bei geschlossenen Altarflügeln sieht man links Christus mit einem Kreuz und rechts Maria, die von einem Schwert durchbohrt wird.

### Christophorus-Fresko
An der Südseite des Kirchenschiffes wurde bei der Renovierung im Jahr 1937 ein neun Meter hohes Wandbild des heiligen Christophorus entdeckt und restauriert. Es stammt aus der Zeit um 1510 und zeigt Christophorus als Riesen, gestützt auf einen Baumstamm. Der Heilige trägt das nackte Christuskind mit wehendem Umhang durch einen reißenden Strom. Im Hintergrund eine felsige Landschaft und ein Turm.

### Kanzel
Die hölzerne Kanzel aus dem 17. Jahrhundert an der Südseite des Triumphbogens stammt aus der Johanniterkirche in Schwäbisch Hall und wurde 1816 in der Marienkirche installiert. Auf der Kanzeldecke ist oben Johannes der Täufer abgebildet, der auf den unterhalb stehenden Christus zeigt. Die Kanzel selbst ist mit dem Apostel Paulus und den vier Evangelisten bemalt.

### Orgel
Die erste Orgel der Kirche kam 1816 ebenfalls aus der Johanniterkirche in Schwäbisch Hall. Sie wurde 1902 durch eine neue pneumatische Orgel der Giengener Orgelmanufaktur Gebr. Link ersetzt. 1917 mussten die Zinnpfeifen für die Rüstungsindustrie hergegeben werden. Sie wurden 1924 durch neue Zinkpfeifen ersetzt. 1927 wurde ein elektrisches Gebläse eingebaut. Die Orgel wurde 2003 überarbeitet und erweitert.

## Rezeption
Johann Friedrich Reik hat den Sakralbau auf einer Zeichnung und einem Aquarell festgehalten.